# ジェレマイア・ライト

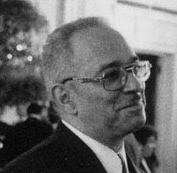

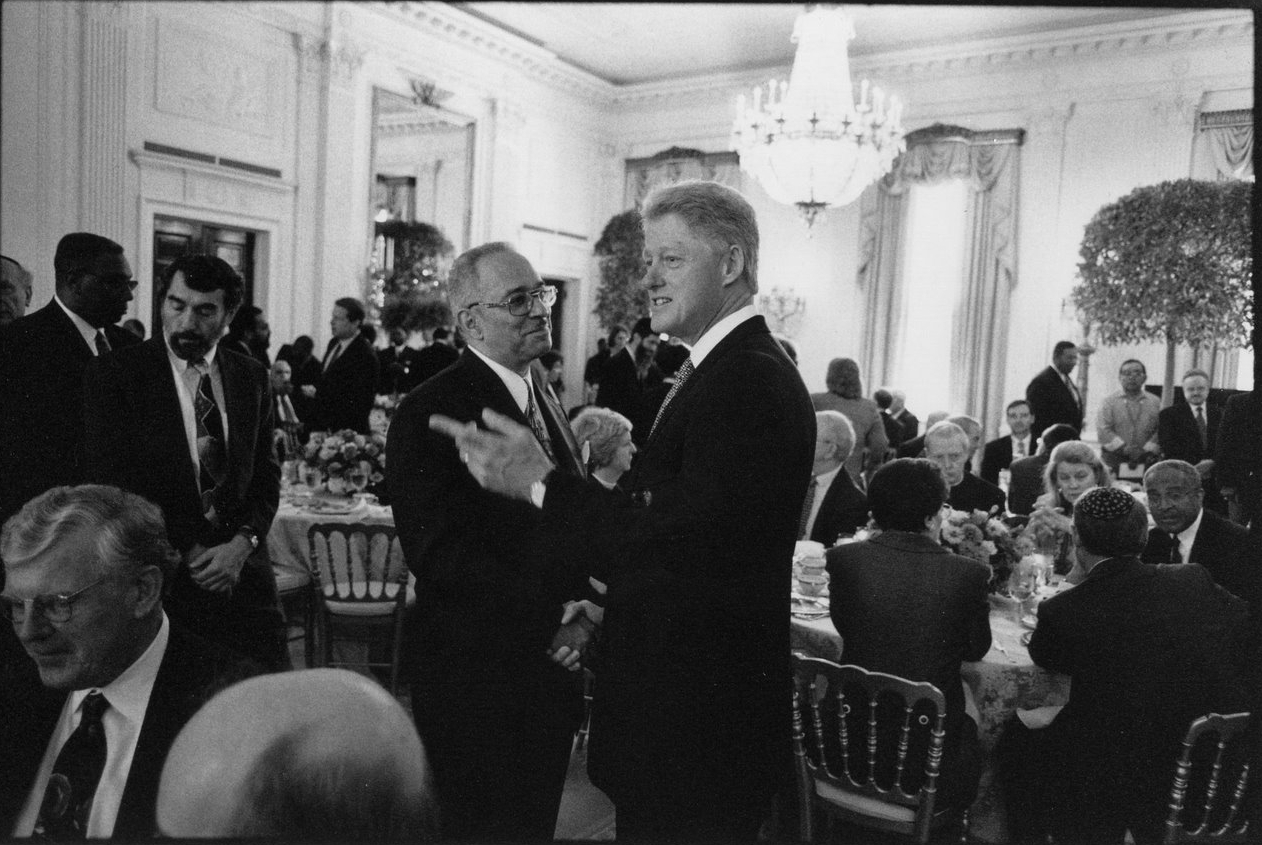
1998年クリントン大統領と

ジェレマイア・ライト（Jeremiah Wright、1941年9月11日 - ）はアメリカ合衆国の黒人教会牧師。Jeremiahは日本語ではエレミヤ。ペンシルベニア州フィラデルフィア生まれ。バラク・オバマ大統領とその家族は、ライト師が牧会するトリニティー・ユナイテッド教会に20年間にわたり所属し、オバマの子らもライト師から洗礼を受けていたが、ライト師の説教がメディアで報道されたことにより、彼らは決裂することになった。

## 発言
```
『アメリカ合衆国政府は彼ら（アフリカ系アメリカ人達）に
ドラッグ
を与え、より大きな刑務所をつくり、三回重罪加重懲役法を成立させたくせに、我々（アフリカ系アメリカ人）に「神よアメリカに祝福を 
(God bless America)
 」と唱わせようとする。とんでもないことだ。このようなことをする国に対して聖書は「神よアメリカに断罪を 
(God damn America)
 」と唱えよと教えている。我が市民（アフリカ系アメリカ人達）を人間以下に扱っているアメリカに神よ断罪を。自分があたかも神であるかのように、かつ至上の存在であるかのようにふるまっているアメリカに神よ断罪を』
```

なかでも最も大きな論争を起こしたのが、アメリカ同時多発テロ事件の直後に発していた次のような説教であった。
```
『・・・我々は
広島
を爆撃した。我々は
長崎
を爆撃した。そして我々は
核爆弾
を落とし、このたびニューヨークと
ペンタゴン
で殺された数千人よりもはるかに沢山の人々を殺害した。我々はこのことから目を背け続けている』
```